# Euphyia rhynchota
Euphyia rhynchota är en fjärilsart som beskrevs av Edward Meyrick 1891. Euphyia rhynchota ingår i släktet Euphyia och familjen mätare. Inga underarter finns listade i Catalogue of Life.